# 28141 ten Brummelaar
28141 ten Brummelaar este o planetă minoră (asteroid), cu un diametru de 7,985 km, din centura de asteroizi. A fost descoperită pe 2 octombrie 1998 la Stația Anderson Mesa de Lowell Observatory Near-Earth-Object Search și a fost numită după Theo ten Brummelaar⁠(d). 
Obiectul prezintă o orbită caracterizată de o semiaxă mare de 2,4019888 UAi, o excentricitate de 0,12, o înclinație de 11,8862 ° în raport cu ecliptica.